# Governatorato di Kerbela
Il governatorato di Kerbela (in arabo كربلاء‎? Karbalāʾ), Kerbala o Karbala, è un governatorato dell'Iraq. Ha una superficie di 5.034 km² e, secondo una stima del 2003, una popolazione di circa 724.000 abitanti; il calcolo della popolazione per il 2012 è di 1.081.416 abitanti.
Il capoluogo del governatorato è Kerbala, città sacra per gli sciiti. La regione è prevalentemente agricola, con coltivazioni di arance, melograni e datteri.

## Idrografia
Diviso tra il territorio del al-Anbar e Kerbela è presente il lago Milh.